# Angela Ekaette
Angela Ekaette là một vũ công ba lê người Nigeria  nổi tiếng với việc đồng tổ chức Wheel of Fortune phiên bản Anh cho loạt chương trình đầu tiên vào năm 1988  và ba người nổi tiếng đặc biệt  trước khi được thay thế bởi Carol Smillie. Trong khoảng thời gian đó, cô cũng xuất hiện trên Bazaar, và là cố vấn cho chương trình 4Learning "Equal Voice".